# Centro histórico de São Luís
El Centro histórico de São Luís, se encuentra en la ciudad de São Luís, capital del estado brasileño de Maranhão, y fue declarado por la Unesco como Patrimonio de la Humanidad en 1997, por la conservación de su centro histórico del siglo XVII con gran número de edificios, claro ejemplo de la arquitectura colonial portuguesa adaptada al clima local

## Historia
La ciudad fue fundada por el francés Daniel de La Touche, el día 8 de septiembre de 1612, con el nombre de São Luís en honor del rey de Francia Luís XIII. Después de tres años retornó al dominio portugués, la ciudad entre los años 1641 y 1644 estuvo bajo el mando neerlandés. Tiene una arquitectura colonial de cerca de 3.500 edificios, distribuidos por más de 280 hectáreas de centro histórico, siendo gran parte de las casas con balcones, muchos revestidas con preciosos azulejos portugueses. 
La principal característica arquitectónica del centro histórico es una preocupación con el clima, caluroso y húmedo. Entre las soluciones está la utilización del azulejo en la impermeabilización de las fachadas de tapial. Las plantas están realizadas en forma de "L" o "U", con grandes techos y persianas. 
Los edificios arquitectónicos son casas de una sola planta. Tienen un máximo de cuatro pisos, siendo la planta baja destinada para uso comercial y las otras plantas dedicadas a residencias. Los solares de suntuosas mansiones, tienen muchos detalles refinados, y las casas de una sola planta. Por último, con sujeción a varias clasificaciones (por ejemplo, casa completa: puerta con dos ventanas a cada lado, casa media: puerta lateral y dos ventanas). 
Entre los edificios históricos podemos destacar el Palacio de los Leones (São Luís) (sede del gobierno estatal), el Palacio de La Ravardière (sede de la prefectura), la Catedral y el Palacio Episcopal, el Convento del Carmen y el de la Merced, la Casa Granero, las iglesias del Rosario y del Destierro, la Casa de las Minas, de las Fuentes y de las Piedras, el Teatro Arthur Azevedo, entre muchos otros. 

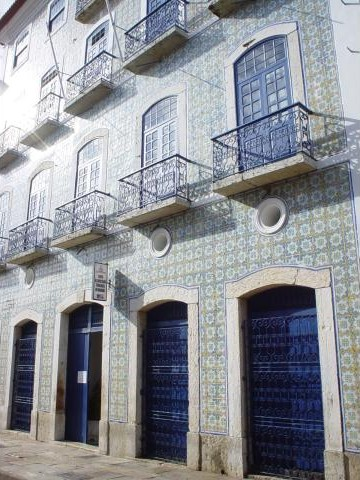
Fachada con azulejos.
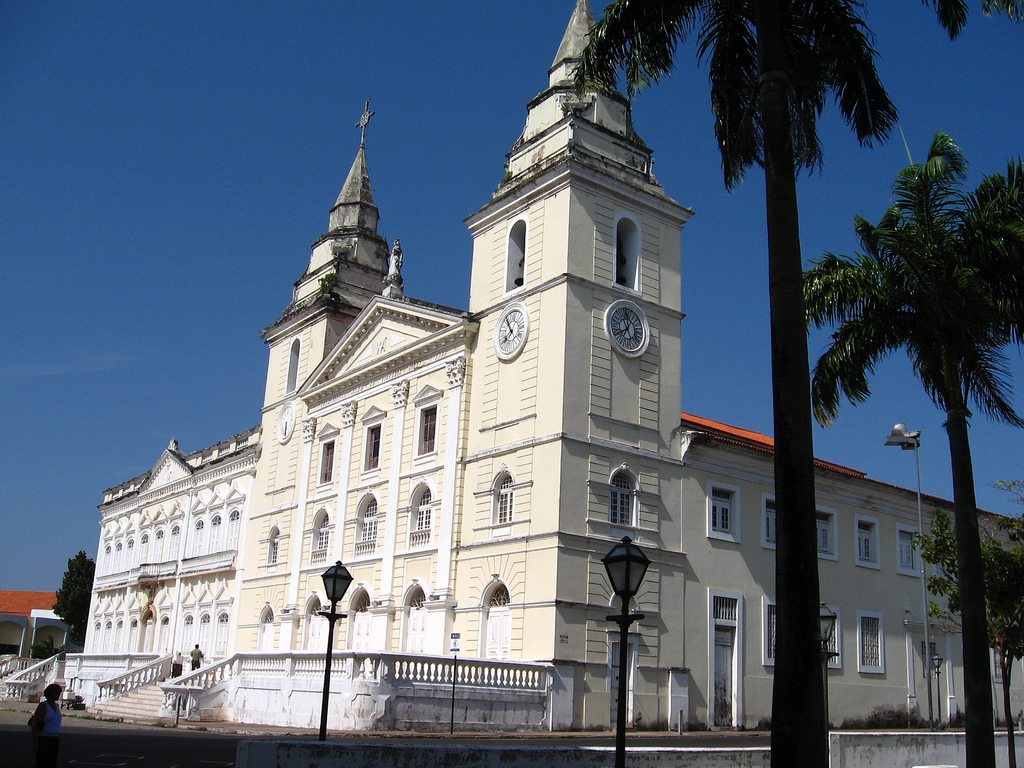
Catedral de San Luis.
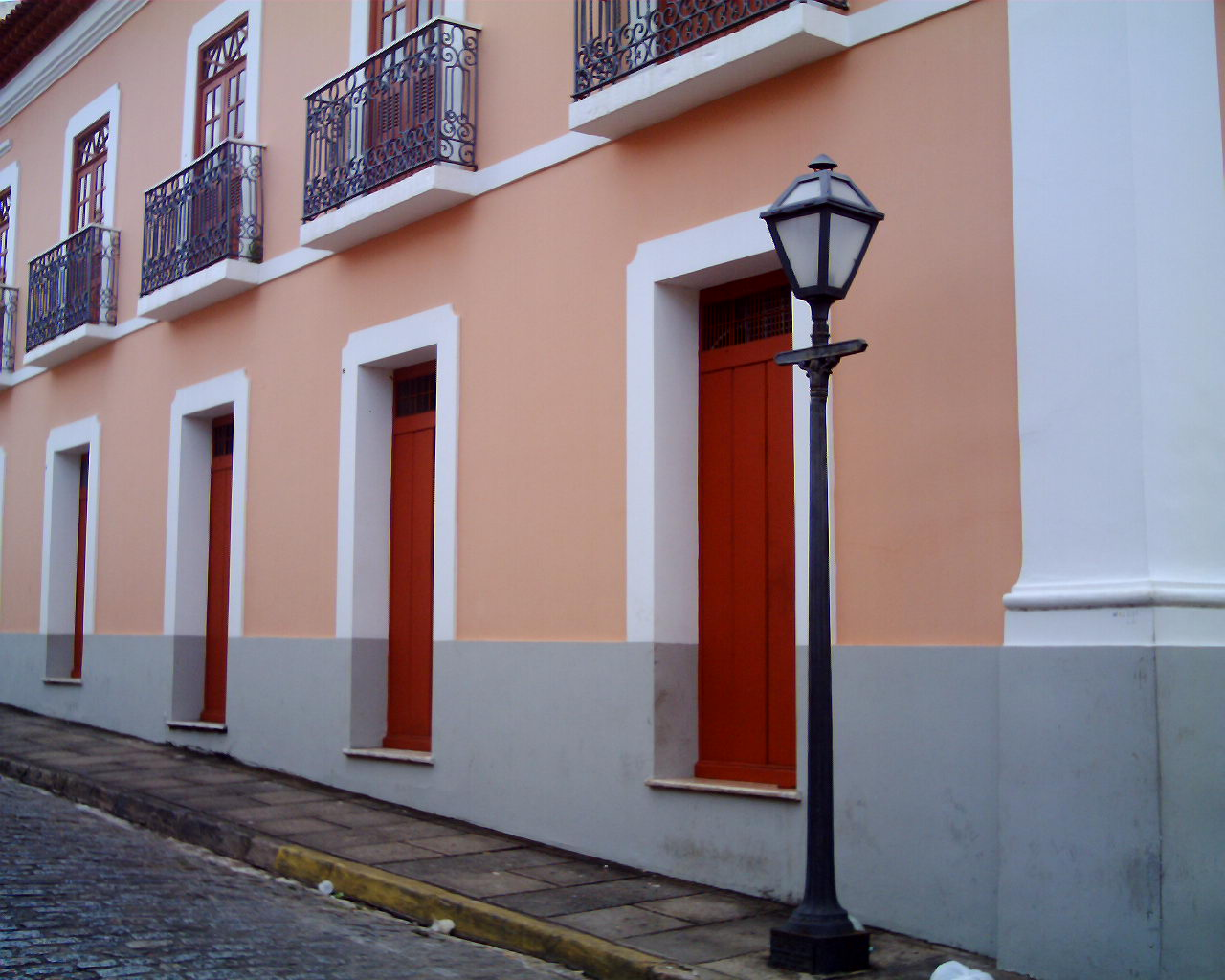
Centro histórico de la ciudad.